# 2K12 Kub
2K12 Kub (w kodzie NATO SA-6 Gainful) – system kierowanych rakiet ziemia–powietrze opracowany w ZSRR na początku lat 60. XX wieku, przeznaczony do obrony wojsk i obiektów przed środkami napadu powietrznego lecącymi z prędkością poddźwiękową i naddźwiękową na wysokości od 50 do 10000–14000 m i odległości od 3,5 do 24 km.

## Historia
System Kub został zaprojektowany specjalnie dla zapewnienia obrony przeciwlotniczej wojskom lądowym, dlatego wymogiem była większa mobilność i szybkość rozstawiania zestawu w stosunku do bardziej stacjonarnych zestawów wojsk obrony powietrznej, jak skonstruowany w tym samym czasie i dysponujący zbliżonymi parametrami S-125 Newa. Prace nad zestawem rozpoczęto w 1959 roku w biurze konstrukcyjnym OKB-134 GKAT kierowanym wówczas przez Iwana Toropowa. Głównymi konstruktorami projektu byli A. Jaśkin i W. Tichomirow. Problemy z nowym silnikiem strumieniowym na stały materiał pędny, spowodowały, że próby pocisków na wyrzutni rozpoczęto dopiero w 1961 roku. Nadal jednak niedopracowany napęd powodował, że pociski wybuchały na wyrzutni, a w pełni funkcjonalny pocisk udało się dopracować dopiero w 1965 roku. W 1966 roku zestaw przyjęto na uzbrojenie i rozpoczęła się jego produkcja seryjna w Uljanowskich Zakładach Mechanicznych oraz Zakładach Mechanicznych imienia Kalinina. Pierwsza publiczna prezentacja zestawu miała miejsce 7 listopada 1967 roku podczas defilady z okazji kolejnej rocznicy wybuchu rewolucji w Moskwie. W roku 1977 zaprezentowano nowsze wersje systemu Kub, w tym współpracujące z czteroprowadnicowymi wyrzutniami zbliżonymi do systemu 9K37 Buk. Produkcja zestawu trwała do początku lat 80. XX wieku, kiedy do produkcji weszła wyrzutnia 9K37 Buk. W tym czasie wyprodukowano około 2000 wyrzutni z czego ponad 1100 przeznaczono na eksport (w tym około 440 do państw Układu Warszawskiego). Na uzbrojeniu Armii Radzieckiej znajdowało się około 875 wyrzutni.

## Opis techniczny
System 2K12 posiada wiele wspólnych elementów z systemem 2K11 Krug i oba te zestawy miały się wzajemnie uzupełniać – 2K11 jest skuteczny na długich dystansach i dużych wysokościach, 2K12 na średnich dystansach i wysokościach. System jest w stanie namierzyć i rozpocząć śledzenie celów za pomocą radaru SURN 1S91 z odległości 75 km i rozpocząć wskazywanie na odległości 28 km. Pocisk jest początkowo kierowany za pomocą półaktywnego radaru, z podświetleniem celu zapewnianym przez naziemny radar 1S91. Detonacja następuje przez zapalnik uderzeniowy lub zbliżeniowy. W starszych wersjach (pociski 3M9ME) start jest możliwy dopiero po wykryciu przez głowicę pocisku promieniowania odbitego od celu, w nowszych (3M9ME3) mogą zostać wystrzelone jeszcze przed przechwyceniem celu. Wybrana metoda naprowadzania wymaga podświetlania celu przez radar dużej mocy i stwarza ryzyko zakłócenia, szczególnie przy celach o małej powierzchni odbicia. W najnowszych modelach, system jest również wyposażony w optyczny system śledzenia, który umożliwia pracę bez użycia radaru, w którym to przypadku efektywna wysokość jest ograniczona do 14 km. Optyczna metoda śledzenia umożliwia również zaangażowanie na wysokościach niższych od tych, na których radar jest w stanie śledzić cele. Maksymalna prędkość pocisku wynosi około 2,8 Macha. W przeciwieństwie do wyrafinowanego systemu MIM-104 Patriot lub nawet prostszego systemu Hawk, używanych przez siły amerykańskie, większość systemu usytuowana jest na dwóch gąsienicowych pojazdach samobieżnych, a nie holowanych lub montowanych na ciężarówkach, a wyrzutnię zestawu 2K12 można rozstawić i złożyć w zaledwie w 15 minut.
Pojazd SURN 1S91 składał się z dwóch stacji radarowych – radaru do wykrywania celu 1S11 oraz iluminatora fal ciągłych 1S31, a także systemu IFF i kanału optycznego. Podczas gdy antena 1S31 została zainstalowana w górnej części nadbudówki, a 1S11 w dolnej, mogły one obracać się niezależnie. Aby obniżyć wysokość pojazdu, centralny cylinder mógł schować się w głównym mechanizmie. Zasięg wykrywania stacji wynosi około 50 km. Masa całkowita pojazdu 1S91 z 4-osobową załogą wynosi 20,3 tony, a pojazdu 2P25 z 3 pociskami i załogą 3-osobową 19,5 t.

## Skład zestawu 2K12 Kub

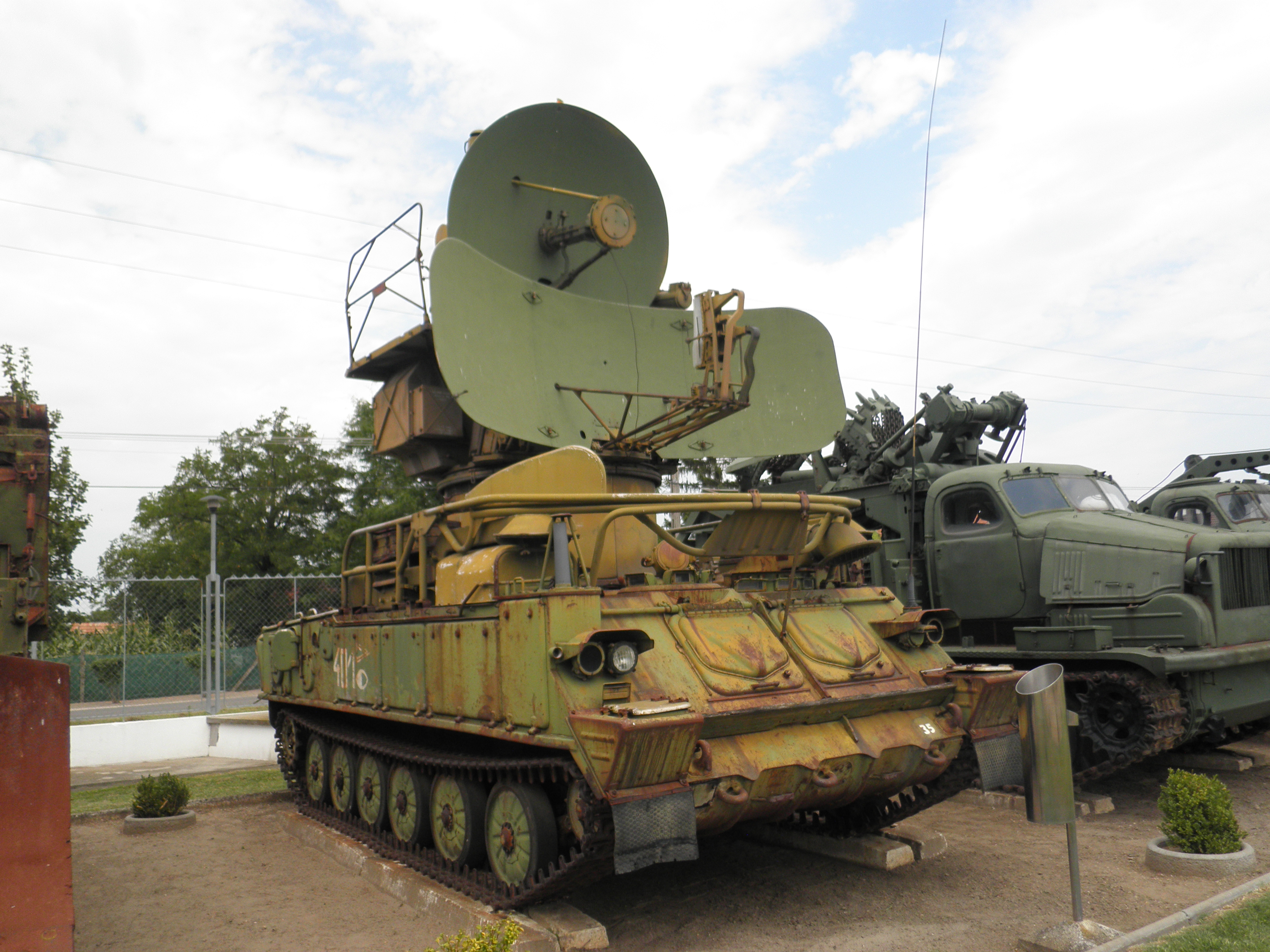
Stacja radiolokacyjna 1S91

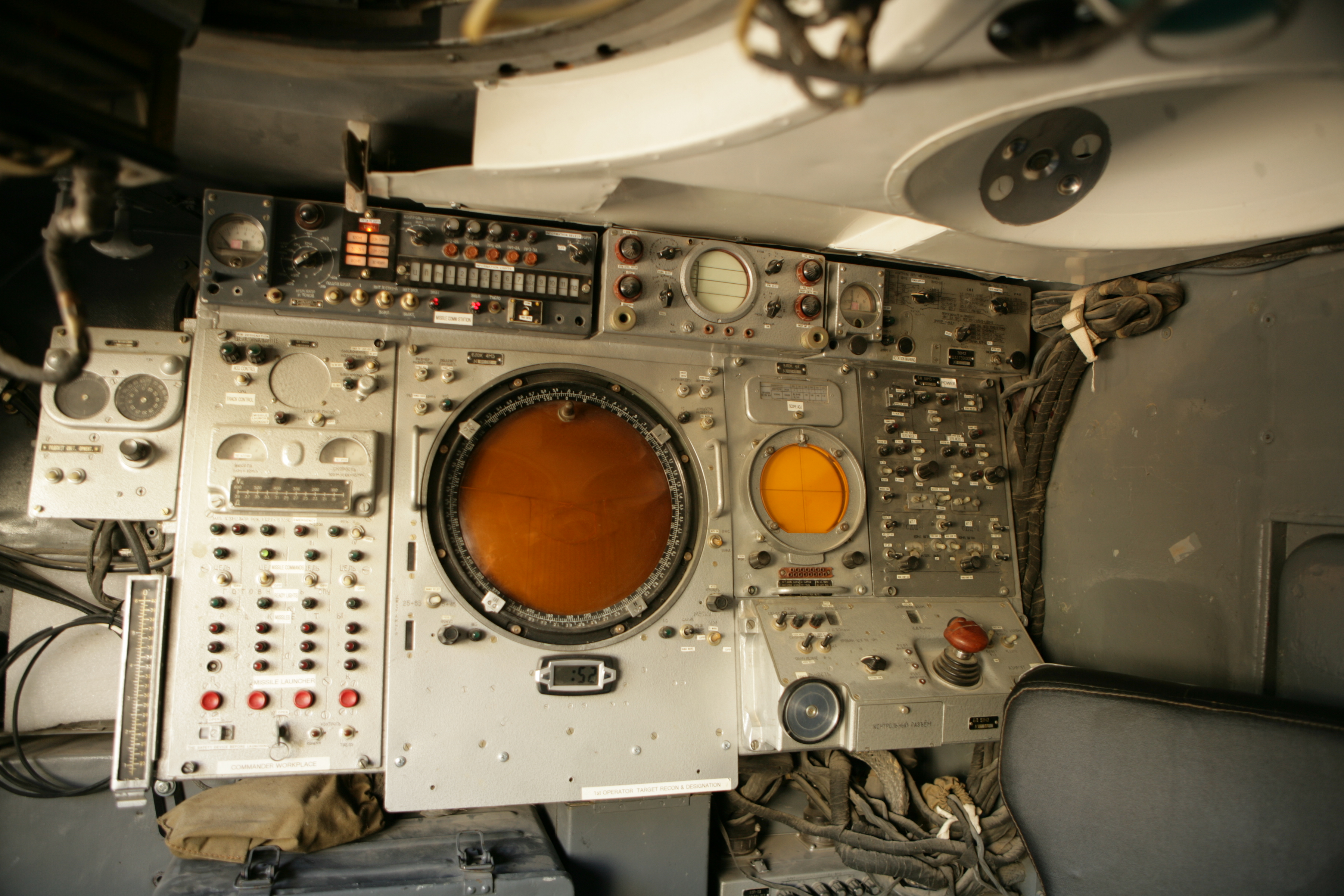
Wnętrze stacji 1S91

Skład przeciwlotniczego zestawu rakietowego 2K12 Kub:
- stacja radiolokacyjna wykrywania i naprowadzania SURN 1S91 (i jego wersje rozwojowe)
- potrójna wyrzutnia SPU 2P25
- rakiety kierowane 3M9ME lub 3M9M3E (PRK)
- stacja kontrolno-pomiarowa KIPS 2W8E
- system zautomatyzowanego kierowania ogniem K-1
- dwa samochody transportowo-załadowcze (STZ)

## Wykorzystanie bojowe

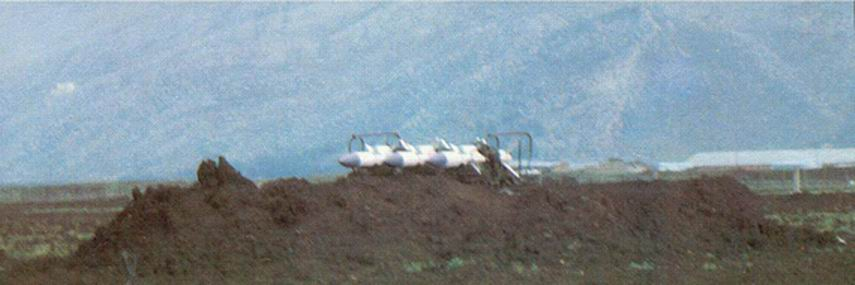
Syryjski Kub w dolinie Bekaa. 1982 rok.

Swój chrzest bojowy Kub przeszedł w czasie wojny Jom Kipur w 1973 roku. Kuby znajdowały się na wyposażeniu egipskiej obrony przeciwlotniczej. W 1971 roku Egipt zakupił jedną brygadę wyrzutni, a w maju 1972 roku kolejną, trzecia trafiła na uzbrojenie Egipcjan w 1973. Podczas wojny baterie Kubów zestrzeliły 20 samolotów izraelskich. Ponadto egipskie Kuby równie skutecznie zestrzeliwały własne samoloty i samoloty sojuszników Egiptu, zestrzelono 40 samolotów egipskich i 4 irackie. Podczas wojny wystrzelono około 300 rakiet, sumując wszystkie zestrzelenia daje to średnio jedno zestrzelenie na 5 wystrzelonych pocisków co jest dobrym rezultatem (w Wietnamie, północno-wietnamska obrona przeciwlotnicza zużywała około 25–35 rakiet S-75 na zestrzelenie jednego amerykańskiego samolotu). Podczas wojny Jom Kipur również Syria posiadała dwie brygady wyposażone w Kuby. Syryjczycy zestrzelili 28 izraelskich samolotów, z czego 10 stało się łupem Kubów. Sukces arabskiej obrony przeciwlotniczej w 1973 roku był w dużej mierze wynikiem zaskoczenia izraelskich sił powietrznych, które nie znało parametrów rakiet i w związku z tym nie potrafiło przygotować skutecznych środków przeciwdziałania. Podczas drugiego starcia pomiędzy samolotami izraelskimi a Kubami, tym razem w dolinie Bekaa, Izrael był już przygotowany. Na początku maja 1981 w odpowiedzi na eskalację konfliktu w Libanie Syria rozmieściła w dolinie dwie brygady wyrzutni Kub plus wyrzutnie S-75 i S-125, mające przeciwdziałać próbom nalotów lotnictwa izraelskiego na Liban z tego kierunku. Jednak w ciągu jednego dnia (9 czerwca 1982) Izraelczycy najpierw zniszczyli stację naprowadzania rakiet, a następnie bezbronne już wyrzutnie nie tracąc ani jednego samolotu (operacja „Arcaw 19”).
Innym użytkownikiem Kubów, które zostały wykorzystane bojowo był Irak, który korzystał z wyrzutni podczas wojny iracko-irańskiej oraz operacji Pustynna Burza. 19 stycznia 1991 ofiarą irackich Kubów padł amerykański F-16 (nr 87-228), powracający z misji bojowej nad Bagdadem. Dwa dni przedtem jeden z amerykańskich B-52 został uszkodzony rakietą prawdopodobnie wystrzeloną z Kuba.
Wyrzutnie znalazły się również w dyspozycji Frontu Polisario na Saharze Zachodniej. 13 października 1981 partyzanci z Frontu rozpoczęli ofensywę skierowaną przeciwko wojskom marokańskim. Wojsko Maroka wysłało w powietrze samolot Lockheed C-130 Hercules w roli latającego stanowiska dowodzenia oraz samoloty Dassault Mirage F1 mające za zadanie atakować nacierających partyzantów. Marokańczycy zupełnie nie zdawali sobie sprawy z obecności Kubów po stronie partyzantów, efektem zaskoczenia było zestrzelenie C-130, dwóch Mirage i jednego Northrop F-5 Freedom Fighter oraz śmigłowca Aérospatiale Puma. Dla nielicznego lotnictwa Maroka były to duże straty, a co gorsza siły powietrzne nie były w stanie skutecznie przeciwdziałać zagrożeniu ze strony Kubów. 12 stycznia 1985 roku jeszcze jeden Mirage F1 został zestrzelony przez Kuba, ale tym razem wystrzelonego z terytorium Algierii. Wyrzutnie używane bojowo były również przez Libię podczas jej konfliktu z Czadem, ale bez efektów. Większość libijskich wyrzutni zdobyły wojska Czadu, który przekazał wyrzutnie wraz z pociskami do Francji i USA, część zatrzymując jednak dla siebie. 8 sierpnia 1987 dwa libijskie Tu-22 bombardujące strefę Aozou zostały ostrzelane przez czadyjskie Kuby, w rezultacie jeden z bombowców został strącony.
Kuby pojawiły się również w Angoli i w latach 1983–1984 były używane przeciwko samolotom RPA, jednak bez sukcesów. Kuby znajdowały się na wyposażeniu sił powietrznych Republiki Serbskiej w czasie wojny w Jugosławii; 24 czerwca 1992 zestrzeliły one pod Slavonskim Brodem chorwackiego MiG-21 (nr boczny 101), a w trakcie całego konfliktu serbsko-chorwackiego 2 do 3 przestarzałych An-2 przerobionych na bombowce. 28 maja 1995 pod Velika Kladuša serbski Kub zestrzelił pilotowany przez ukraińską załogę śmigłowiec Mi-17 z bośniackim ministrem spraw zagranicznych dr. Irfanem Ljubijankiciem (zginął). Kilka dni później (2 czerwca), za pomocą Kuba Serbowie zestrzelili nad Bośnią k. miejscowości Mrkonjić Grad amerykańskiego F-16 wykonującego lot patrolowy w ramach operacji lotniczej NATO „Deny Flight”.
19 sierpnia 2003 r. podczas ćwiczeń „Zielony Świerk 2003” polski Kub omyłkowo zestrzelił własny samolot Su-22. Pilot katapultował się, maszyna wpadła do Bałtyku.

## Modernizacje w Polsce, na Ukrainie i w Czechach
Od 2000 roku polskie stacje naprowadzania pocisków były modernizowane, poprzez wymianę lampowych podzespołów elektronicznych na nowsze oraz kamery telewizyjnej śledzenia celu 9Sz33 na nowoczesną, co polepszyło parametry zestawu. W późniejszym okresie, zestawy na wyposażeniu WP, poddano kolejnej modernizacji, zmieniającej parametry eksploatacyjne i bojowe.
Zestaw jest wyposażony w system Rega 2 umożliwiający dowiązanie topograficzne położenia własnego za pomocą systemu GPS, dokładne zobrazowanie pełnej sytuacji w powietrzu przesyłanej od jednostki nadrzędnej oraz przesyłanie meldunków do dowódcy baterii.
Wykonawca modernizacji ukraińskiej, znanej jako 2K12-2D, informuje o dodaniu także zdolności strącania pocisków manewrujących.
Modernizacji poddano też Kuby Czeskich Sił Zbrojnych, w szczególności modernizując w latach 2006-2008 cztery stacje naprowadzania do standardu SURN CZ przez czeską spółkę Retia i wprowadzając nowy zautomatyzowany system dowodzenia. Zaproponowano następnie w 2012 roku wymianę rakiet na zachodnie Aspide 2000 w kontenerowych wyrzutniach, również naprowadzane półaktywnie, lecz armia czeska nie zdecydowała się na dalszą modernizację, planując wycofanie systemu do 2017 roku. Z polską pomocą modernizowane były podobne systemy sił zbrojnych Węgier i Egiptu.

## Eksploatacja w Polsce
W 1974 roku w Centrum Szkolenia Specjalistów Artylerii i Radiolokacji w Bemowie Piskim przeszkolono kadrę dwóch pułków artylerii przeciwlotniczej Wojsk Lądowych na zestawy 2K12 Kub. Były to pułki 66 paplot z Bolesławca, który jako pierwszy w Wojsku Polskim został przezbrojony w przeciwlotniczy zestaw rakietowy 2K12 Kub oraz 75 paplot z Rogowa. Zestawy znajdują się na wyposażeniu Wojsk Lądowych. W 2000 roku w linii było ok. 90 wyrzutni.

## Użytkownicy
Obecni użytkownicy
- Algieria – 40 (stan na 2012 rok)[23]
- Angola – 25 (stan na 2012 rok)[24]
- Armenia[25]
- Bułgaria - 20 (stan na 2016 rok)
- Bośnia i Hercegowina – 20 (stan na 2012 rok)[26]
- Czechy[27][28]
- Egipt – 56 (stan na 2012 rok)[29]

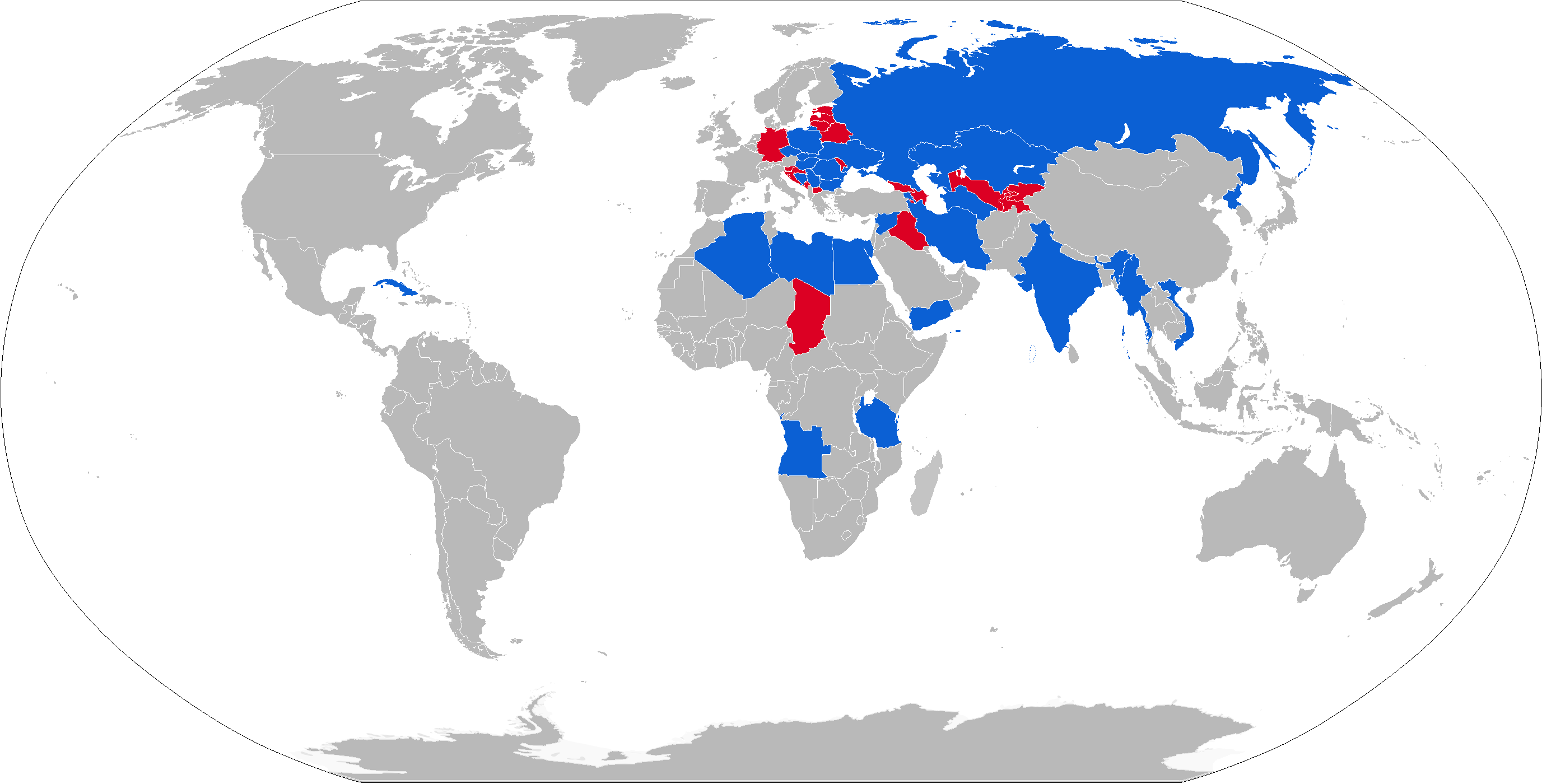
Niebieski - obecni użytkownicy, czerwony - byli

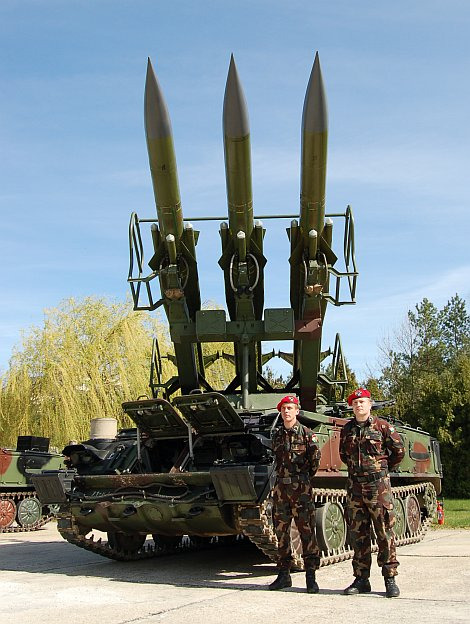
Węgierski Kub

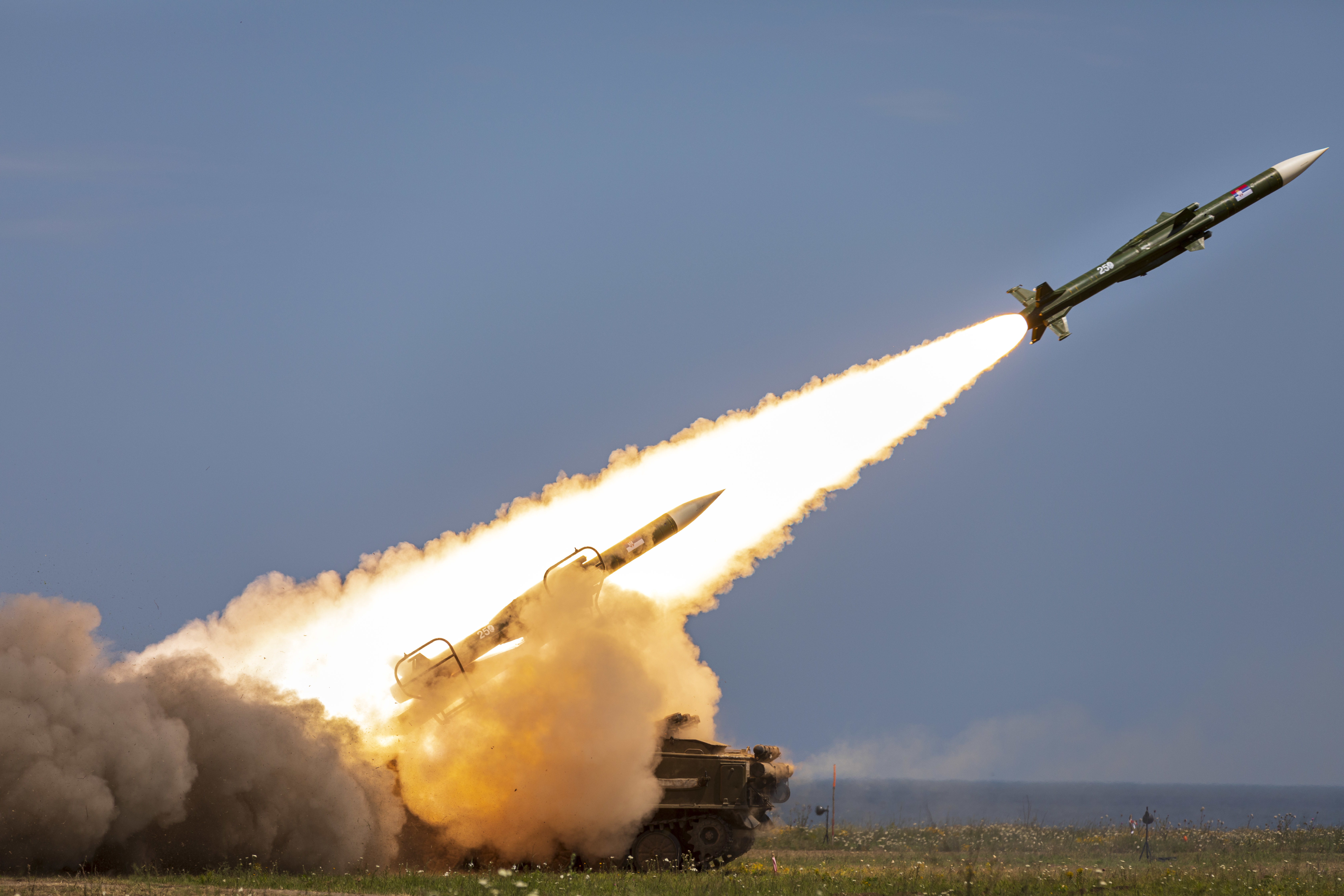
Zestaw 2K12 Kub podczas ćwiczeń (2019)

- Indie – 180 (stan na 2012 rok)[30]
- Iran[31]
- Jemen[32]
- Kazachstan – 20 (stan na 2012 rok)[33]
- Korea Północna[34][35]
- Kuba – ok. 25[36]
- Libia[37]
- Mjanma
- Polska – 20 (stan na 2015 rok)[38]
- Rumunia – 8
- Rosja – zastąpione przez 9K37 Buk. Obecnie 1 bateria 2K12 rozmieszczona w Armenii, począwszy od roku 2012 (Wycofane w 2015 r.). Również w służbie jako IVC 3M20M3 Peniye system szkolenia imitującego docelowego[39][40].
- Sahara Zachodnia
- Serbia
- Słowacja – 4 2K12s w wersji C2 Tatrapan PVO[41]
- Syria – 195 (stan na 2012 rok)[42]
- Tanzania – 20 (stan na 2012 rok)[43]
- Turkmenistan – ok. 2 (stan na 2016 rok)[44]
- Ukraina[45]
- Węgry – 16 (stan na 2012 rok)[46]
- Wietnam[47]

Byli użytkownicy
- Czad
- Czechosłowacja
- Irak
- Jugosławia
- NRD
- ZSRR